# Płetwonurek KDP/CMAS * (P1)
Płetwonurek KDP/CMAS * (P1) – pierwszy stopień płetwonurkowy w ramach organizacji KDP/CMAS. Nurek posiadający stopień P1 może samodzielnie planować nurkowanie i wykonywać je do głębokości 20 m z przynajmniej jednym pełnoletnim nurkiem o takich samych lub wyższych kwalifikacjach KDP/CMAS, bądź  innej organizacji nurkowej. Po ukończeniu kursu płetwonurek uzyskuje wpis do Książki Płetwonurka KDP potwierdzający uzyskanie uprawnień, musi również wykupić certyfikat (w postaci karty). W roku 2011 nastąpiły zmiany w systemie szkolenia KDP/CMAS, które zmieniły ścieżkę uzyskiwania kolejnych stopni i uprawnień.

## Wymagania do rozpoczęcia kursu[2]
- Ukończone 14 lat (osoby niepełnoletnie wymagają zgody opiekuna prawnego)
- Umiejętność pływania w stopniu wystarczającym (ocena instruktora)
- Brak przeciwwskazań do uprawiania nurkowania

## Warianty kursu
Kurs może być realizowany w trybie ciągłym bądź weekendowym. Kurs może być podzielony na część basenową i część na wodach otwartych.
Najnowszy program szkoleń przewiduje warianty kursu P1:
- kurs podstawowy P1;
- kursu pozwalający zdobyć jednocześnie wiedzę, umiejętności i uprawnienia do korzystania ze skafandra suchego;
- kurs P1BIS stanowiący uzupełnienie szkolenia Płetwonurek Turystyczny-Nadzorowany KDP/CMAS do stopnia P1.

## Przebieg szkolenia P1 (wariant podstawowy)[2]
- 13 godzin zajęć teoretycznych
- 20 godzin zajęć praktycznych
- minimum 9 nurkowań:
  - 2 godziny pływanie i nurkowanie w sprzęcie ABC,
  - 2 godziny nurkowania wprowadzającego do 5 metrów,
  - 4 godziny ćwiczeń z kamizelką (statyczne i dynamiczne)  do 5 metrów,
  - 2 godziny nurkowania do 10 metrów z ćwiczeniami utrzymania pływalności i trymu,
  - 2 godziny doskonalenia techniki nurkowania z elementami ratownictwa w przedziale głębokości 10 ÷ 15 m,
  - 2 godziny nurkowań z elementami techniki nurkowania w przedziale głębokości 10 ÷ 15 m,
  - 2 godziny ćwiczenie awaryjnego wynurzania w sytuacji braku gazu z głębokości w przedziale głębokości 10 ÷ 15 m,
  - 2 godziny nurkowanie na głębokość 20 m,
  - 2 godziny podwodnej wycieczki samodzielnie zaplanowanej i wykonanej z partnerem, z asekuracją instruktora w zakresie 5-15 m,

Łączny czas pobytu pod wodą musi być dłuższy niż 200 minut. Kurs nie może trwać dłużej niż 2 miesiące.

## Kadra kursu
Kurs może prowadzić instruktor z uprawnieniami Instruktora KDP/CMAS * (M1) lub wyższymi. Z maksymalnym obłożeniem 4 kursantów na jednego instruktora. Szkolenie musi być zrealizowane w czasie nie dłuższym niż 2 miesiące. W wariancie z suchym skafandrem instruktor musi mieć uprawnienia do przeprowadzania zajęć z suchego skafandra

## Uprawnienia[2]
- samodzielne planowanie nurkowania
- nurkowanie do głębokości 20 m w towarzystwie przynajmniej jednej osoby o tych samych uprawnieniach, bądź wyższych KDP/CMAS (bądź analogicznych uprawnieniach innych organizacji);
- nurek z uprawnieniami KDP/CMAS * może ubiegać się o następujące specjalizacje i stopień P2 w ramach KDP/CMAS (pierwsze trzy specjalizacje są wymagane do uzyskania kolejnego stopnia P2)[2]:
  - Płetwonurek nocny (PNO),
  - Płetwonurek nawigator (PNA),
  - Płetwonurek eksplorator (PE), rozszerzający zakres głębokości do 30 m,
  - Nurkowanie w skafandrach suchych (SS1),
  - Płetwonurek w masce pełnotwarzowej (PMP),
  - Płetwonurek fotograf (PF1) (PF2),
  - Płetwonurek filmowiec (PFI1) (PFI2),
  - Nurkowanie wrakowo-morskie (WM1) – wymagane 25 nurkowań stażowych,
  - Nurkowanie pod lodem (PL1) – wymagane 25 nurkowań stażowych,
  - Płetwonurek archeolog (PA1),
  - Płetwonurek ekolog (PEK1) (PEK2),
  - Płetwonurek ze skuterem (PS1),
  - Płetwonurek poszukiwawcz-wydobywca (PPW),
  - Płetwonurek w konfiguracji bocznej (PKB),
  - Płetwonurek w zestawie butlowym (PZB),
  - Płetwonurek nitroksowy 1 (PN1) – wymagane 15 nurkowań stażowych
  - Płetwonurek KDP/CMAS ** (P2) – wymagane trzy specjalizacje PNO, PNA i PE oraz 5 nurkowań stażowych po kursie PE.

- nurek z uprawnieniami KDP/CMAS * może ubiegać się o następujące stopnie organizacji PADI:
  - Advanced Open Water Diver
  - Rescue Diver – wymagane 9 nurkowań stażowych (w tym jedno nocne), 1 nurkowanie poniżej 18 m, jedno nurkowanie na orientację